# 1998 YJ3
1998 YJ3 är en asteroid i huvudbältet som upptäcktes 17 december 1998 av den japanska astronomen Takao Kobayashi vid Ōizumi-observatoriet.
Asteroiden har en diameter på ungefär 2 kilometer.